# Юр'єво (Окуловський район)
Юр'єво (рос. Юрьево) — присілок у Окуловському районі Новгородської області Російської Федерації.
Населення становить 5  осіб. Орган місцевого самоврядування — Березовикське сільське поселення.

## Історія
До 1927 року населений пункт перебував у складі Новгородської губернії. У 1927-1944 роках перебував у складі Ленінградської області.
Згідно із законом N 355-ОЗ від 2 грудня 2004 року органом місцевого самоврядування є Березовикське сільське поселення.

## Населення
| 2010 | 2012 |
| ---- | ---- |
| 5    | →5   |